# Emory Clark
Emory Wendell Clark II (født 23. marts 1938 i Detroit, Michigan, USA) er en amerikansk tidligere roer og olympisk guldvinder.
Clark vandt, som del af den amerikanske otter, en guldmedalje ved OL 1964 i Tokyo. Brødrene Joseph og Thomas Amlong, Boyce Budd, Stanley Cwiklinski, Hugh Foley, Bill Knecht, William Stowe og styrmand Róbert Zimonyi udgjorde resten af bådens besætning. Amerikanerne vandt finalen overlegent foran Tyskland, der fik sølv, mens Tjekkoslovakiet tog bronzemedaljerne. Det var det eneste OL, Clark deltog i.

## OL-medaljer
- 1964:  Guld i otter